# Bourcefranc-le-Chapus
Bourcefranc-le-Chapus är en kommun i departementet Charente-Maritime i regionen Nouvelle-Aquitaine i sydvästra Frankrike. Kommunen ligger  i kantonen Marennes som ligger i arrondissementet Rochefort. År 2022 hade Bourcefranc-le-Chapus 3 515 invånare.

## Befolkningsutveckling
Antalet invånare i kommunen Bourcefranc-le-Chapus
Referens:INSEE

## Galleri

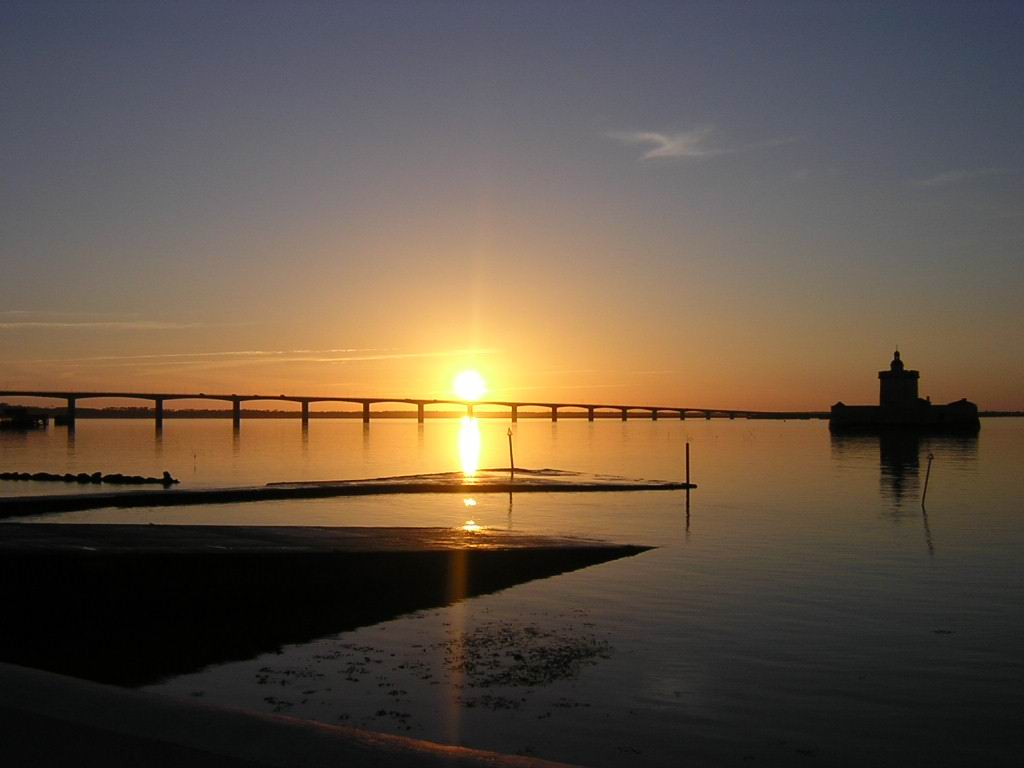
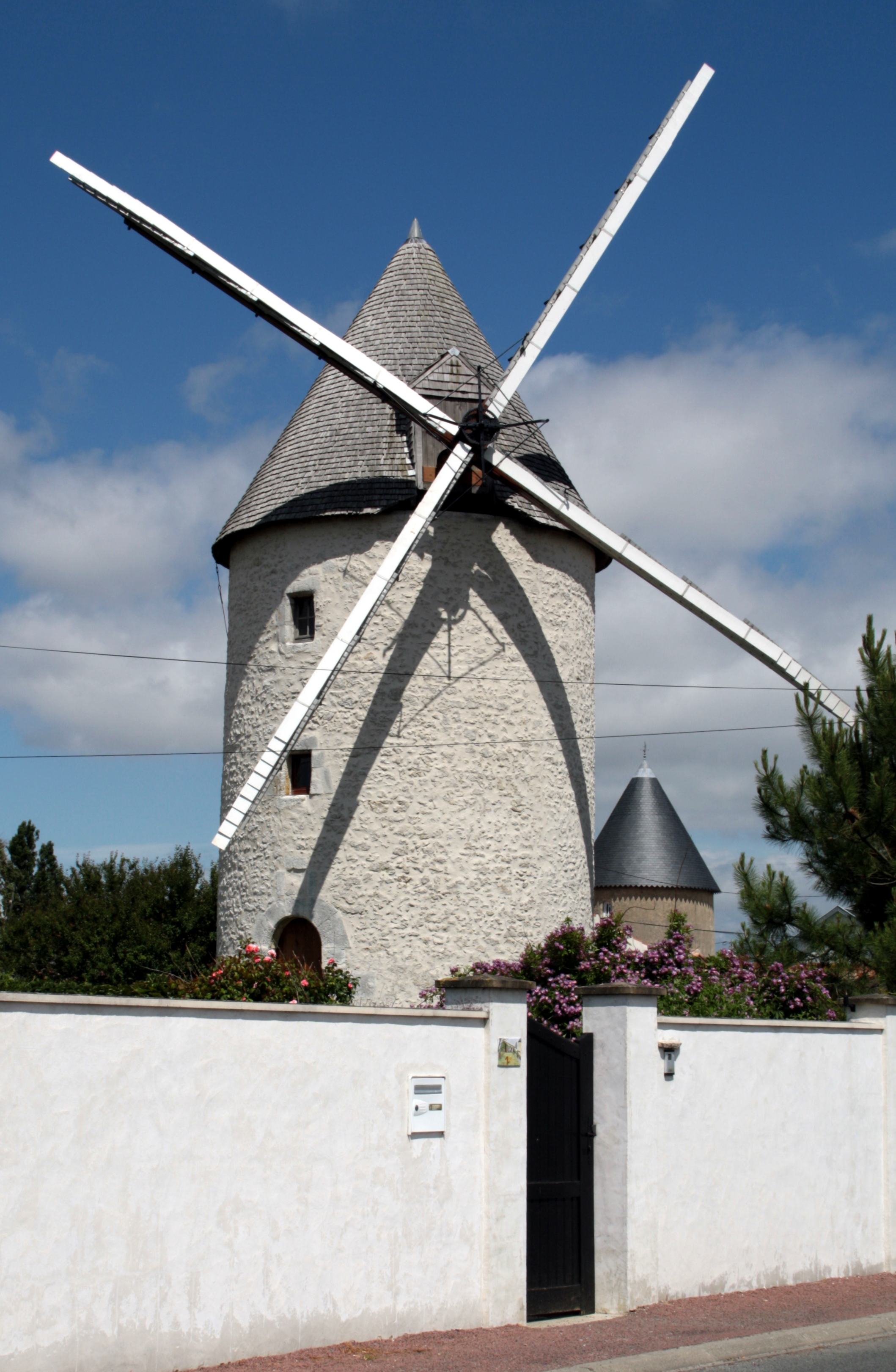
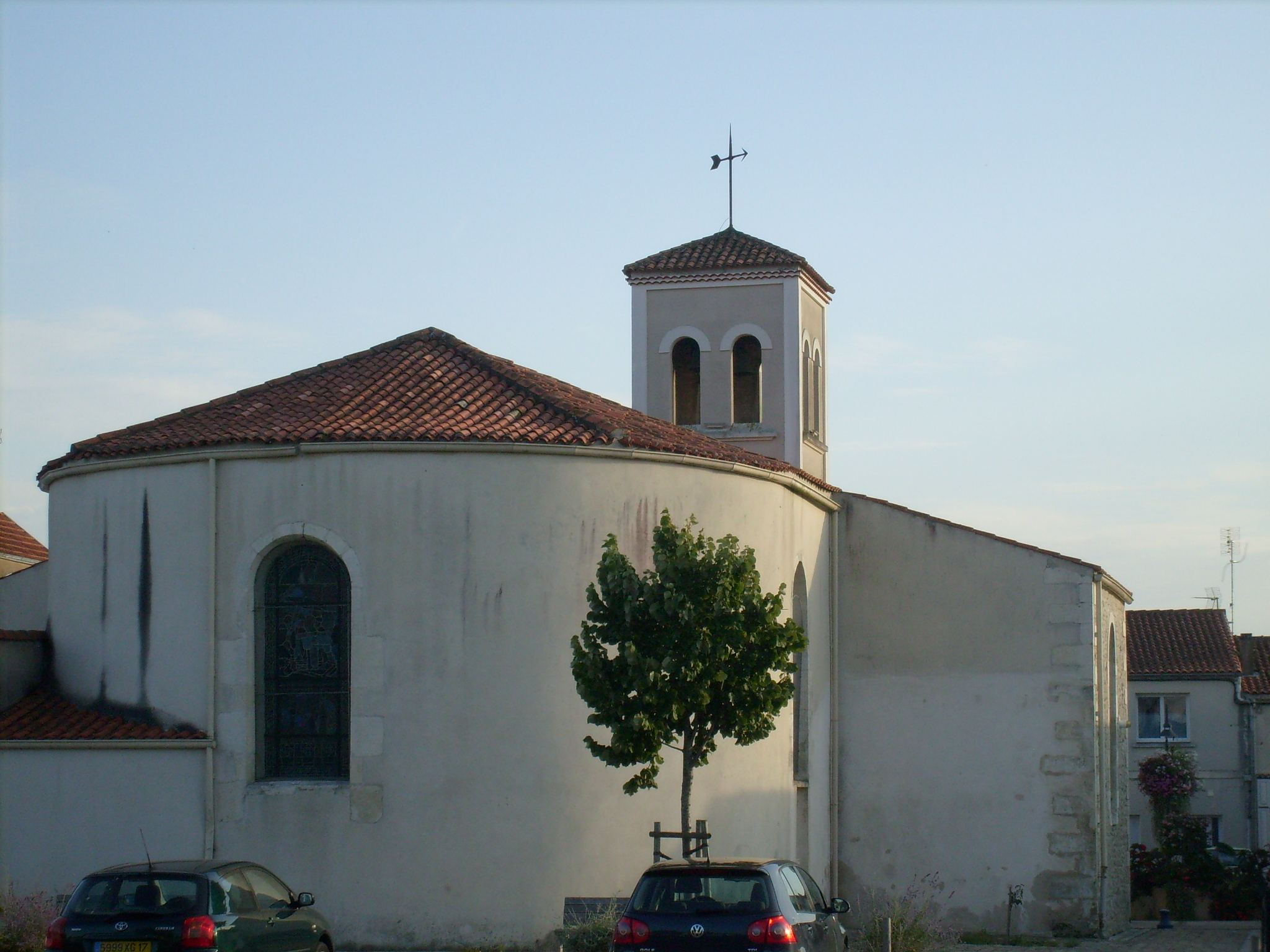
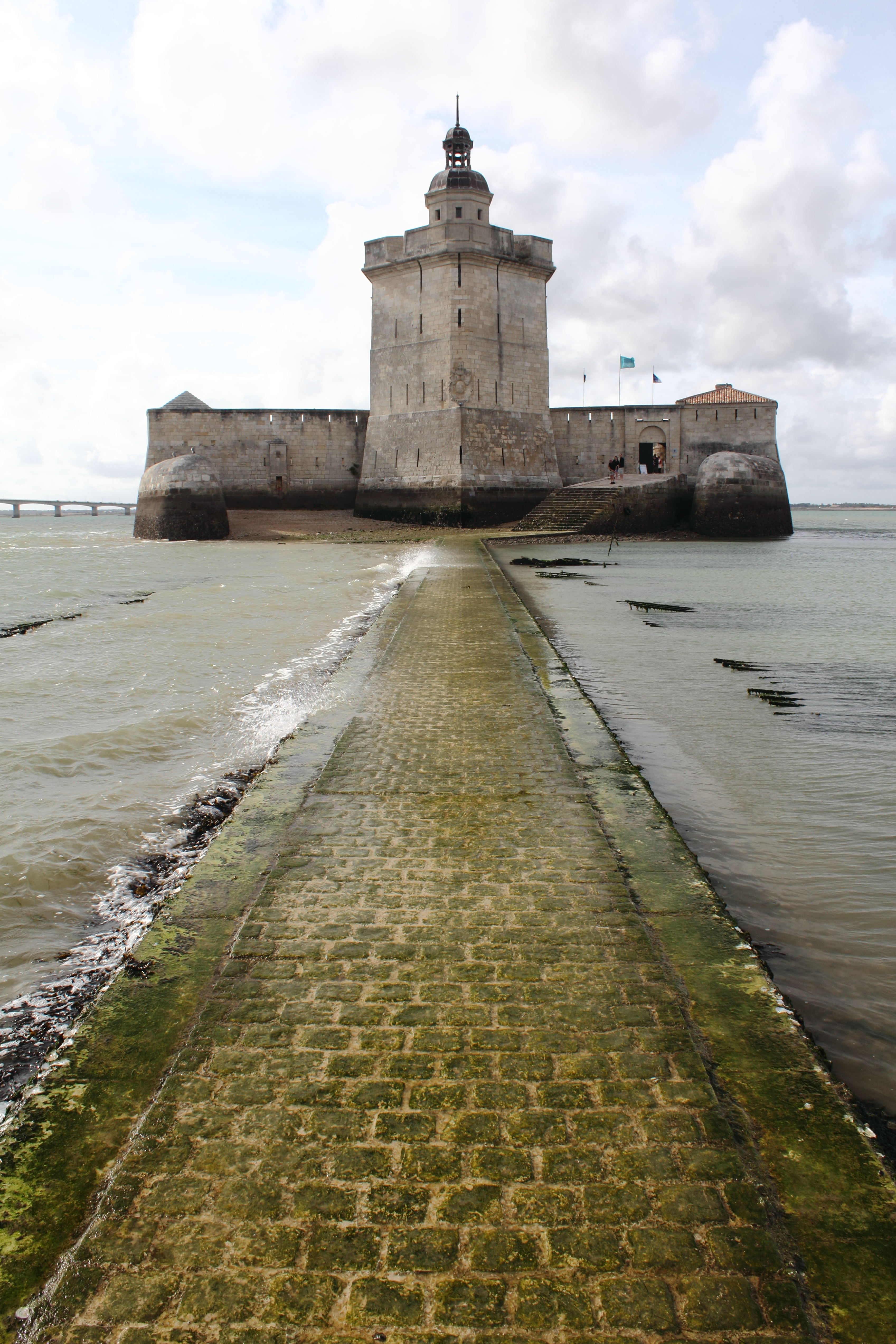
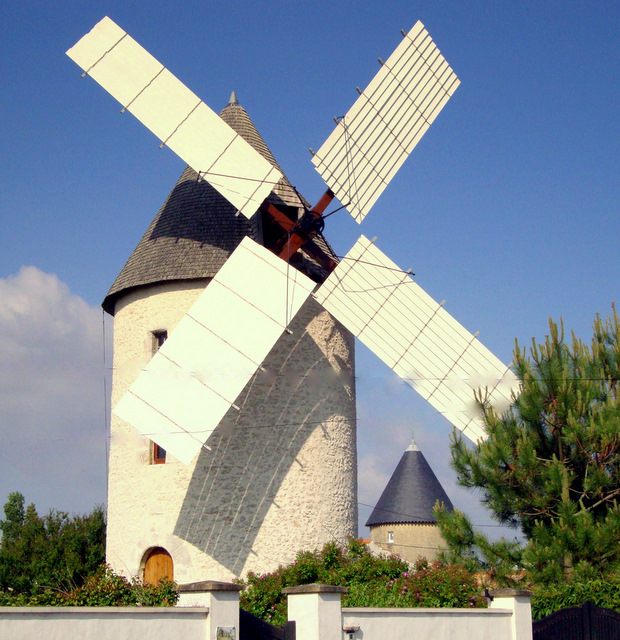